# Aylsham
Aylsham is een civil parish in het bestuurlijke gebied Broadland, in het Engelse graafschap Norfolk. De plaats telt 56016 inwoners.

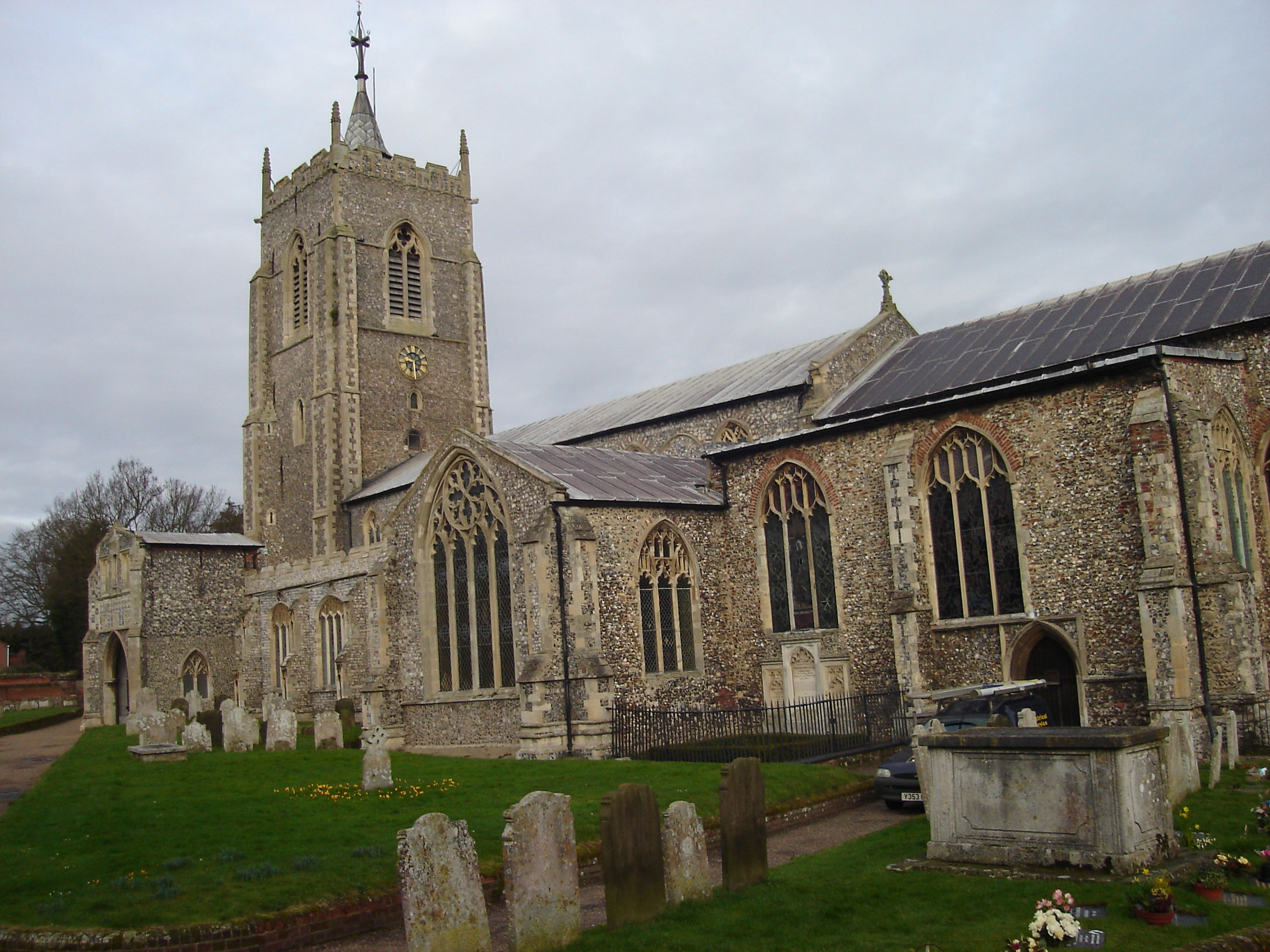
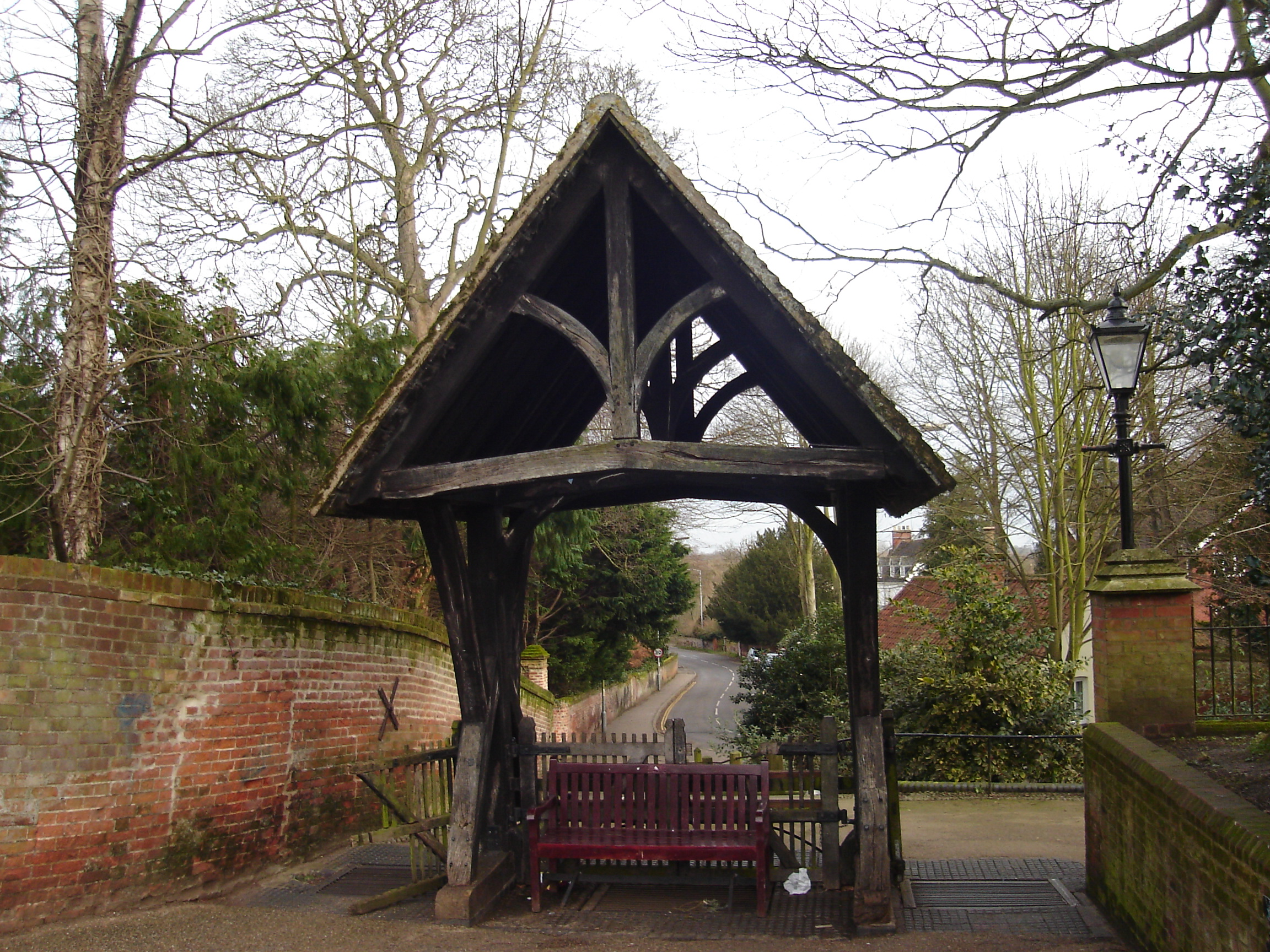